# 国防高等研究所
国防高等研究所（こくぼうこうとうけんきゅうじょ、フランス語: Institut des hautes études de Défense nationale、略称: IHEDN）は、防衛問題を専門とするフランスの行政的公施設法人。
Collège des hautes études de défense nationaleとして1936年10月に設立された。